# Batalla de Monte Castello
La batalla de Monte Castello (Gaggio Montano)  fue un enfrentamiento que tuvo lugar del 25 de noviembre de 1944 hasta el 21 de febrero de 1945, durante la Campaña de Italia en la Segunda Guerra Mundial. Se libró entre Los Aliados que avanzaban hacia el norte de Italia y los defensores alemanes.
La batalla marcó la entrada de la Fuerza Expedicionaria Brasileña en la guerra en Europa. A partir de noviembre de 1944, tras un reñido combate, la batalla se prolongó durante tres meses, que terminó el 21 de febrero de 1945. Seis ataques de Los Aliados fueron llevados a cabo contra las fuerzas alemanas, de los cuales, cuatro fueron fracasos estratégicos. Ambos partidos padecieron considerables bajas, debido a varios factores, como las temperaturas extremadamente bajas en ese momento.

## Fuerza Expedicionaria Brasileña
Brasil era un país de tradiciones bélicas y marcado por grandes conflictos externos en su periodo imperial y por un gran conflicto interno entre las guerras mundiales y por más que hubiese tratado de mantenerse al margen del conflicto internacional, no pudo hacer caso omiso de los ataques constantes que sus buques mercantes sufrieron a partir de agosto de 1942. Estos ataques sirvieron para que la opinión pública se volcara a la guerra, y Getúlio Vargas el 22 de ese mismo mes reconoció el estado de guerra entre Brasil y las fuerzas del Eje.
En noviembre de 1942 la invasión de África por las fuerzas anglo-norteamericanas había alejado el peligro de un ataque del Eje al territorio del Nordeste brasileño. El cambio de situación debilitó la posición brasileña en la comisión conjunta de defensa que el país lusoamericano había acordado con Estados Unidos en mayo de 1942. Ante la pérdida del factor estratégico en las negociaciones, el gobierno y los militares brasileños consideraron la participación de una fuerza expedicionaria fuera del continente americano, en concreto en el frente norteafricano.
El gobierno de los Estados Unidos no tenía intención de utilizar las fuerzas brasileñas en el Norte de África, esta posibilidad nunca fue mencionada en los encuentros con oficiales brasileños o en los comunicados políticos de alto nivel. Cuando el Secretario de Marina de los EUA, Frank Knox, viajó al Brasil en octubre de 1942, se encontró con representantes de las fuerzas armadas de los dos países para discutir la contribución brasileña al esfuerzo de guerra, en dicha ocasión no se mencionó la participación militar del país sudamericano en el Norte de África.
A fin de no comprometerse con las solicitudes brasileñas, el gobierno de Roosevelt sobre el fin de 1942 respondió a la buena voluntad de su par a través de gestos de apoyo al gobierno de Vargas. Si bien la intención brasileña de mandar tropas al Norte de África fue considerada por el Departamento de Estado, en definitiva fue rechazada por el Departamento de Guerra y por el Comando de los Estados Unidos en África. El primero consideró que las tropas brasileñas no podrían ser utilizadas en el Norte de África, porque eso traería una serie de problemas, las desventajas pesaban más que un posible beneficio. A su vez, Eisenhower consideraba que la participación brasileña en la invasión al Norte africano “surtiría un efecto favorable sobre España”, pero declaró que ninguna ventaja resultaría de una intervención directa de Brasil en la guerra
La decisión de enviar una fuerza de expedición brasileña (conformada por 3 divisiones y un escuadrón de caza) a Europa, se adoptó en un encuentro celebrado entre Vargas y Roosevelt en Natal, el 20 de enero de 1943, debido a la insistencia de Vargas de colaborar más activamente en la lucha contra Alemania. Roosevelt apoyó la petición de Vargas, y se lo comunicó al general Marshall. Mientras tanto, Eisenhower fue informado en mayo y la población brasileña conoció dicha noticia anunciada por el ministro de Guerra brasileño el 31 de julio de 1943.
Debido a la falta de recursos, el EM del ejército brasileño decidió desplegar la Fuerza Expedicionaria Brasileña (FEB en adelante) en tres escalones, con cada escalón llevando una división y demás unidades de apoyo. Las divisiones fueron denominadas 1.ª, 2.ª y 3.ª Divisiones de Infantería Expedicionaria (DIE). La 1.ª DIE se activó el 9 de agosto de 1943; las otras dos el 7 de enero de 1944, aunque dos días antes de que fuese embarcado el primer escalón con destino a Italia, en julio de 1944, se frustró el plan para organizar los otros dos escalones. Entre las razones de este fracaso se cuentan la escasez de medios navales para transportar a la FEB a Italia, el temor a dejar indefensas las fronteras brasileñas, y las dificultades para cambiar la misión principal del ejército brasileño, de la seguridad interna a misiones allende los mares. Por todo ello, el gobierno de Brasil solo pudo enviar una de las tres divisiones previstas para Italia, con una fuerza total de 25.334 hombres.
Una orden de combate fechada el 13 de septiembre de 1944, y un mensaje firmado por el mayor jefe del Estado Mayor de la 148.ª DI alemana, el 28 de abril de 1945 y que fue el primer paso para la rendición de toda esa división enemiga además de otras fuerzas, son dos documentos históricos que avalan los últimos días de la campaña de la FEB en el frente italiano.
En esos ocho meses de guerra; la 1.ª DIE (FEB) luchó en dos frentes. El primero, el del río Serchio, durante el otoño de 1944, y el segundo mucho más ingrato, la del río Reno al norte de Pistóia, en Toscana. Allí por más de dos meses pasarían por la fase más cruel del invierno de montaña que a veces llegaba a los 15 grados bajo cero y sobre el constante fuego enemigo. De ahí marcharía teniendo como punto de partida la QG avanzando de Porreta-Terme hacia la conquista de sus mayores acontecimientos: la victoria de Monte Castello, la del 22 de febrero de 1945, la de Montese, la de 14 de abril hasta la captura de toda una división alemana, la 148.ª y restos de una División de Infantería Italiana y de fuerzas blindadas del Afrika Korps (suceso que aconteció el 28 de abril de 1945, el mismo día en que kilómetros al frente, en la región del lago Como, Benito Mussolini caía en las manos de los partisanos.
En esa guerra de 8 meses, la FEB perdió 443 hombres, entre soldados y oficiales, y envió a los hospitales de la retaguardia a unos 3000 heridos. Por otro lado capturó 20.573 prisioneros, incluyendo a dos generales (general Otto Fretter Pico, comandante de la 148.ª DI alemana y el general Mario Carloni, comandante de lo que quedaba de la extinta división de Bersaglieri Italia). De la conquista de Camaiore, en el frente del río Serchio, la rendición de la 148.ª DI alemana, en Collechio-Fornovo, la 1a DIE no dejó de cumplir una sola de las misiones que se le fueron atribuidas por el general Willys Dale Crittenberg, comandante del 4.º Cuerpo de Ejércitos, a la cual la tropa brasilera estaba incorporada.
Pero no siempre fue fácil o los éxitos no fueron tan inmediatos en la ejecución de las misiones recibidas del 4.º Cuerpo, como es el caso de la conquista de Monte Castello, solo consumada después de cuatro intentos rechazados por los alemanes. Durante la mayor parte del invierno apenino, los alemanes dominaron las cumbres del monte Castello, del Monte della Torracia y del Soprassasso, obligando a la tropa brasilera (que hibernaba en el valle de Reno) a camuflar sus movimientos de avance bajo la protección de una nieve artificial creada con la quema de aceite diésel.
Entre el 2 de julio de 1944, fecha de la partida del primer escuadrón, y el 8 de febrero de 1945, cuando le siguió el 5.º y último, los navíos de transporte norteamericanos "General W A Mann" y "Meigs" desembarcaron en Italia en el puerto de Nápoles, un total de 22.445 expedicionarios brasileros entre oficiales y soldados. Era el efectivo de una división, porque la guerra de la FEB fue una guerra de una división. De los oficiales superiores de la FEB, 98% pertenecían al activo del Ejército, como de la activa era el 97% de sus capitanes. En compensación, el 49% de los subalternos de la tropa pertenecían a la reserva.

## Ubicación
Situado 61,3 kilómetros al suroeste de Bolonia, cerca de Gaggio Montano. Coordenadas 44.221799, 10.954227, en 977 m de altitud, en el norte de los Apeninos, en la frontera entre las regiones de Toscana y Emilia -Romaña.

## Operación
En noviembre de 1944, la primera división del ejército brasileño, se retiró del río Serchio, en el que había estado contendiendo durante dos meses por delante del Rin, en las montañas del norte de los Apeninos. El general Mascarenhas de Moraes había establecido su cuartel en la ciudad de Porretta Terme, que estaba en frente de las montañas bajo control alemán. Este perímetro tenía un radio de aproximadamente de 15 km.
Las posiciones de artillería alemanas fueron consideradas privilegiadas, sometiendo a Los Aliados a una vigilancia continua, lo que dificultaba cualquier progreso hacia Bolonia y la Llanura Padana (también conocida como Valle de Po). Las estimaciones eran conscientes de que el invierno iba a ser muy duro, lo que complicó el otoño con las lluvias y los bombardeos, convirtiendo las calles en lodazales.

## Fuerzas alemanas
El frente italiano estaba bajo la responsabilidad del “Grupo de Invitados “C””, bajo el comando del General Heinrich von Vietinghoff. El controlaba los ejércitos alemanes 10.º y 14.º además del “Ejército de Liguria”, el último defendiendo la frontera con Francia. El 14.º estaba compuesto del 14.º Cuerpo Pánzer y del 51.er Cuerpo de Montaña. Dentro del 51.er Cuerpo estaba la 232.ª División de Granaderos (Infantería) bajo el General Eccard von Gablenz, un veterano de Estalingrado. La 232.ª fue activado el 22 de junio de 1944 y fue formado con veteranos convalecientes de heridas provenientes del frente Ruso; fue clasificada como la “División Estática”. Consistía de tres regimientos de infantería (1043°, 1044° y 1045°) cada uno con solo dos batallones, además de un batallones de marineros (batallón de reconocimiento) y un regimiento de artillería con cuatro grupos, y unidades más pequeñas. En total eran unos 9.000 hombres. La edad de las tropas estaba entre 17 y 40 años, con los soldados más jóvenes y capaces concentrados en el batallón de marineros. Durante la batalla final, se incorporaron refuerzos del 4.º Batallón de Montaña (Mittenwald), el cual estaba en reserva. Los veteranos que defendieron esta posición no tenían el mismo entusiasmo que tuvieron cuando inició la guerra, pero aún estaban dispuestos a cumplir su deber.

## El ataque
Era responsabilidad de los brasileños ganar los sectores más combativos de todo el frente Apenino, pero la 1.ª FEB tenía tropas con muy poca experiencia en combate directo a tal magnitud. Por lo tanto, el objetivo de Clark era tomar Boloña antes de Navidad, el entrenamiento tenía que hacerse con la práctica, es decir, en combate.
Por lo tanto, el 24 de noviembre, el escuadrón de reconocimiento y el 3.er Batallón, 6.º Regimiento de Infantería de la 1.ª FEB se unió a la 45 Fuerza de Tarea de EUA para una primera incursión a Monte Castello.
En el segundo día de los ataques, pareció que la operación sería un éxito. Las tropas de EUA alcanzaron la cresta de Monte Castello después de capturar el vecino Monte Belvedere.
Sin embargo, en una poderosa contraofensiva, los hombres de la 232.ª División de Infantería alemana, responsable de defender el Monte Castello y el Monte Della Torraca, recuperaron las posiciones perdidas, forzando a los soldados estadounidenses y brasileños a abandonar los puestos que habían ganado, con la excepción del Monte Belvedere. El 29 de noviembre, un segundo ataque fue planeado en la colina. La formación de ataque de esta contraofensiva fue casi enteramente trabajo de la 1.ª FEB, con tres batallones, con solo el soporte de tres compañías de tanques norteamericanos. Mientras tanto, un evento inesperado que arruinó los planes de los Aliados ocurrió en la víspera del ataque: en la noche del día 28, los alemanes hicieron un contraataque sobre el Monte Belvedere, tomando las posiciones estadounidenses dejando expuesto el flanco izquierdo de los Aliados.
Inicialmente la FEB consideró posponer el ataque, pero dado, que la estrategia ya había sido perfilada, y que las tropas ya habían ocupado sus posiciones, se dio la orden de iniciar un nuevo intento, a las 7 en punto.
El clima probó ser extremadamente severo: la lluvia y los cielos nublados impidieron cualquier apoyo de la Fuerza Aérea y el lodo prácticamente imposibilitó la participación de tanques. El agrupamiento del General Zenobio Acosta al principio logró obtener una ventaja, pero el contraataque alemán fue violento. Los soldados alemanes de los 1043°, 1044° y 1045° Regimientos de Infantería bloquearon los avances de los soldados. Para la noche, los dos batallones Brasileños volvían al principio.
El 5 de diciembre, el General Mascarenhas recibió una orden del 4.º Cuerpo: “La 1.ª FEB debe capturar y mantener la cima del Monte Della Torraca – Monte Belvedere”. Esto significaba que, después de dos intentos frustrados, Monte Castello seguía siendo el objetivo principal de la próxima ofensiva brasileña, la cual había sido retrasada una semana.
Pero el 12 de diciembre de 1944 es recordado por la FEB como el día más violento encontrado por tropas brasileñas en el teatro de operación en Italia. Con las condiciones climatológicas sin cambios, el 2.º y 3.er batallones del 1.er Regimiento de Infantería necesitó ayuda. Se ganaron algunas posiciones, pero se tuvieron pérdidas causadas por el fuego de artillería alemán. Otra vez el intento de conquistar el objetivo falló y causó 150 víctimas, dejando a 20 soldados brasileños muertos. La lección sirvió para reforzar la convicción de Mascarenhas de que Monte Castello solo podría ser tomado si una división entera era usada en el ataque, no solo un par de batallones como el 5.º Ejército había ordenado.
Solo el 18 de febrero de 1945, después que el clima invernal mejoró, el comando del 5.º Ejército decidió hace una nueva ofensiva, llamada: "Operación Encore", para derrotar el conjunto de posiciones defensivas formadas por los alemanes alrededor de Monte Castello, Belvedere, Della Torraccia, Castelnuovo (di Vergato), Torre di Nerone y Castel D’Aiano, lo cual probó ser extremadamente difícil. Se usarían tropas de la 1.ª División Brasileña y de la recién llegada 10.ª División de Montaña de EUA.

## El ataque final
El ataque final, llamado: "Operación Encore", empleó a los brasileños para ganar el monte, y en consecuencia expulsar a los alemanes. Las tácticas utilizadas eran las mismas que los que ideó Mascarenhas de Moraes en noviembre. El 20 de febrero las tropas de la Fuerza Expedicionaria Brasileña estaban en posición de batalla, con sus tres regimientos listos para partir hacia Monte Castello. Avanzando a la izquierda de los brasileños fue, la élite americana de la 10.ª División de Montaña, que tenía la responsabilidad de tomar Monte della Torraca y así proteger el flanco más vulnerable del sector.
El ataque final, comenzó el 21 de febrero, a las 6 a. m.,  con el batallón Uzeda rumbo a la derecha, el batallón Franklin hacia el frente, con el Batallón de Montaña Sizeno Sarmento esperando en las posiciones privilegiadas, que había logrado alcanzar durante la noche, para unirse a los otros dos batallones. Como se indica en el Encore, los brasileños se resguardaron en la cima de la colina del castillo por un máximo de 18 horas — una hora después del Monte della Torraca fue ganado por la 10.ª División de Montaña, un evento programado para 17 horas. El 4.º Cuerpo confiaba en que el Monte Castello no se tomaría antes de Della Torraca.
Sin embargo, a las 17.30 horas, cuando el primer batallón del 1.er Regimiento Franklin conquistó la cima del Monte Castello, los estadounidenses no habían superado la resistencia alemana. Ellos querían lograr esto durante la noche, cuando los pracinhas ya habían completado su misión y comenzado a ocupar posiciones en las trincheras y búnkeres recién conquistados. Gran parte del éxito de la ofensiva fue acreditado a la División de Artillería al mando del general Cordeiro de Farías que entre las 16 y las 17 horas en el 22.º había hecho una presa perfecta contra la cumbre del Monte Castello, permitiendo el movimiento de las tropas brasileñas.